# イット・ネヴァー・エンタード・マイ・マインド
「イット・ネヴァー・エンタード・マイ・マインド」（原題：It Never Entered My Mind）は、1940年のショー・チューン『ハイヤー・アンド・ハイヤー』のために、リチャード・ロジャースが作曲、ロレンツ・ハートが作詞したジャズ・スタンダード。

## 主な収録アーティスト
- フランク・シナトラ
- マイルス・デイヴィス[3]
- スタン・ゲッツ
- ジュリー・ロンドン[4]
- バド・パウエル
- エラ・フィッツジェラルド[5]
- サラ・ヴォーン
- クリス・コナー
- アニタ・オデイ
- ジューン・クリスティ[6]
- コールマン・ホーキンス＆ベン・ウェブスター
- スタン・ゲッツ＆J・J・ジョンソン
- クリス・ボッティ